# Радіус Землі

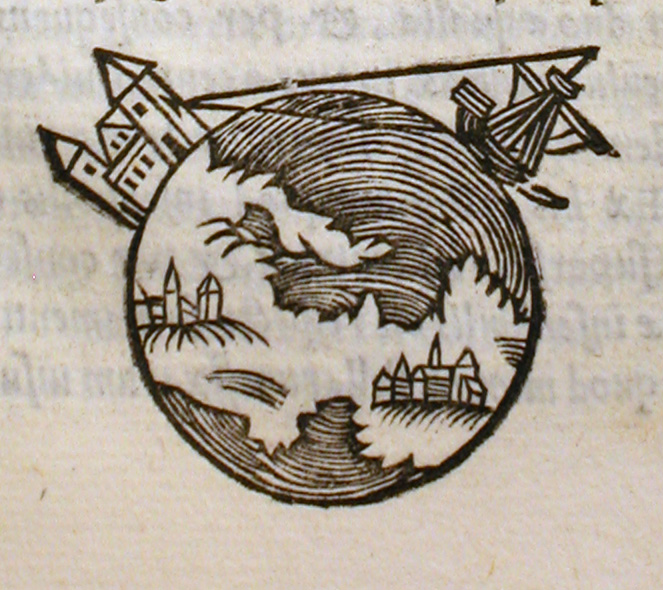
Ілюстрація 16-го століття Землі з видання 1550 року книги De sphaera mundi, написаної у 13-му столітті

Радіус Землі — це відстань від центру Землі до її поверхні, яка становить приблизно 6371 км. Ця довжина також використовується як одиниця визначення відстані, особливо в астрономії і геології, де вона зазвичай позначається як R🜨.
{\displaystyle 1\ \operatorname {R} _{\oplus }={\text{6378,14}}\ \operatorname {km} \approx {\text{6,4}}\cdot 10^{6}\ \operatorname {m} }
У цій статті йдеться переважно про сферичну і еліпсоїдну моделі Землі. Див. про фігуру Землі для детальнішого опису моделей. Земля лише дуже наближено є сферичною, тому немає єдиного значення, що задає її справжній радіус. Відстань точок на поверхні від центра змінюється в межах від 6353 км до 6384 км. Більшість із методів моделювання Землі у вигляді сфери використовують її середній радіус в 6371 км.
Хоча «радіус» це зазвичай характеристика ідеальної сфери, термін використовується в більш загальному понятті для позначення відстані від «центра» Землі до точки на поверхні ідеальної сфери, яка моделює Землю. Вона може означати середнє таких відстаней, або радіус сфери, кривина якої відповідає моделі еліпсоїда для цієї точки.
Арістотель у своїй книзі «Про небо» ще за 350 р до н. е. повідомляє, що «математики» здогадуються, що радіус Землі повинен дорівнювати 400 000 стадій. Через неоднозначність, які такі стадії Арістотель мав на увазі, вчені інтерпретували число Арістотеля на різний манер, що було далеко від точного значення і є майже вдвічі більше за правильне значення. Перше відоме вимірювання і розрахунок радіуса Землі науковими методами здійснив Ератосфен приблизно 240 р. до н. е. Точність оцінки виконаної Ератосфеном становила від 0,5 до 17 %. Так само як і у випадку з Арістотелем, неоднозначність у точності його вимірювань залежить від того, яке саме значення стадій він використовував.

## Загальні відомості
Обертання Землі, внутрішня неоднорідність щільності, і зовнішні припливні сили є причинами того, що форма Землі має систематичні відхилення від форми ідеальної сфери. Місцева Топографія збільшує варіації, що призводить до утворення складної поверхні. Людське описання поверхні Землі спрощене по відношенню до реальної. Оскільки, люди створюють моделі для апроксимації характеристик Земної поверхні, здебільшого спираються на найпростішу модель, яка вповільняє конкретним потребам.
Кожна з моделей загального вжитку включають в себе деяке поняття геометричного Радіусу. Строго кажучи, сфери є єдиними об'ємними фігурами що мають радіус, але більш широке поняття радіуса є звичайним явищем у багатьох областях, включаючи тих, що мають відношення до моделей Землі. Приведено наступний неповний перелік моделей поверхні Землі, упорядкований по мірі їх точності:
- Справжня поверхня Землі;
- Геоїд, що визначається середнім рівнем моря в кожній точці справжньої поверхні; в геоїда немає єдиного центру, він змінюється відповідно до місцевих геодезичних умов.
- Еліпсоїд, може бути геоцентричним — таким що моделює всю поверхню Землі, або геодезичним — для заданого регіону;У геоцентричного еліпсоїда його центр збігається з деяким розрахованим центром Землі, і він краще моделює Землю в цілому. Геодезичні еліпсоїди краще підходять для регіональної ідіосинкразії геоїда. Частина поверхні еліпсоїда підбирається для заданої області, і в такому випадку центр еліпсоїда зазвичай не збігається із центром мас землі або віссю обертання.
- Сфера.

У випадку з геоїдом або еліпсоїдом, фіксована відстань від будь-якої точки моделі до заданого центру називається «радіусом Землі» або точніше «радіусом Землі в даній точці». Значення радіуса землі повністю залежить від широти у випадку еліпсоїдної моделі, і майже так само у геоїда. Також досить часто будь-який середній радіус сферичної моделі може називатися «радіусом землі». Якщо розглядати справжню поверхню Землі, то навпаки, у цьому випадку не заведено звертатися до поняття «радіус», оскільки там це не має практичного значення. Швидше, висота над рівнем моря буде кориснішою.
Незалежно від моделі будь-який їх радіус знаходиться між полярним мінімумом, що становить приблизно 6357 км і екваторіальним максимумом в 6378 км. Оскільки Земля відрізняється від ідеальної сфери лише на третину відсотка, це робить модель сфери справедливою в багатьох контекстах і виправдовує термін «радіус Землі».

### Фізика деформації Землі
Через обертання планети її форма наближується до сплющеного еліпсоїда/сфероїда, що має випуклість в зоні екватора і сплющення на Північному і Південному полюсах, так що екваторіальний радіус a є більшим за полярний радіус b приблизно на q. Константа сплюснутості q задається наступним чином
{\displaystyle q={\frac {a^{3}\omega ^{2}}{GM}}\,,}
де ω — кутова частота, G — гравітаційна стала, і M — маса планети. Для Землі 1/q ≈ 289, що є близьким до виміряного інверсного сплющення 1/f ≈ 298,257. Крім того, випуклість довкола екватора показує невеликі варіації. Опуклість зменшувалася, але починаючи з 1998 року збільшувалася, ймовірно через перерозподіл водних океанських мас під впливом течій.
Неоднорідність щільності і товщини земної кори приводить до гравітаційних відмінностей по всій поверхні землі, а також до часових змін, тому середній рівень моря відрізняється від еліпсоїда. Різницею є висота геоїда, що є додатною над або ззовні еліпсоїда, від'ємною нижче або всередині еліпсоїда. Варіація висоти геоїда становить менше ніж 110 м для Землі. Висота геоїда може раптово змінюватися внаслідок землетрусів (як-от Суматра-Андаманский землетрус) або зменшення льодового покрову (в Гренландії).
Не всі деформації відбуваються в середині Землі. Сила тяжіння Місяця і Сонця приводять до хвилеподібних рухів поверхні Землі в конкретній точці на десятки метрів впродовж близько 12-годинного періоду (див. приплив Землі).

## Глобальні середні радіуси
За допомогою сфери Землю можна моделювати різними способами. Різні радіуси наведені в цьому розділі використовують нотацію і розміри для Землі отримані з еліпсоїда WGS-84, а саме
a = екваторіальний радіус (6378,1370 км)
b = полярний радіус (6356,7523 км)

### Середній радіус

Екваторіальний (a), полярний (b) і середній радіус Землі, як визначено в ревізії світової геодезичної системи 1984 року.

У геодезії Міжнародна спілка геодезичних і геофізичних наук визначає середній радіус (що позначають як R1) таким, що дорівнює
{\displaystyle R_{1}={\frac {2a+b}{3}}\,\!}
Для землі, середній радіус становить 6371,0088 км.
В астрономії, Міжнародний астрономічний союз визначає номінальний екваторіальний радіус Землі як {\displaystyle {\mathcal {R}}_{\mathrm {eE} }^{\mathrm {N} }}, який за визначено в 6378,1 км:3. Номінальний полярний радіус Землі визначено як {\displaystyle {\mathcal {R}}_{\mathrm {pE} }^{\mathrm {N} }} = 6356,8 км. Ці значення відповідають нульовому радіусу припливу. Номінальним значенням може використовуватися Екваторіальний радіус, якщо не має потреби явним чином застосовувати полярний радіус:4.